# Weissensee (serie televisiva)
Weissensee, nota anche come Weissensee - Eine Berliner Liebesgeschichte è una serie televisiva tedesca ideata da Annette Hess, prodotta da Ziegler Film e trasmessa dal 2010 al 2018 sull'emittente ARD 1 (Das Erste). Interpreti principali sono Florian Lukas, Hannah Herzsprung, Stephan Grossmann, Uwe Kokisch, Ruth Reinecke, Jörg Hartmann, Sven Lehmann, Ferdinand Lehmann, Jonas Hämmerle e Anna Loos.
La serie si compone di 4 stagioni, per un totale di 24 episodi (6 per stagione): il primo episodio, intitolato Operation Juninacht, fu trasmesso in prima visione il 14 settembre 2010, mentre l'ultimo episodio, intitolato Kaltes Herz, fu trasmesso in prima visione il 10 maggio 2018.

## Trama
Nella Berlino Est degli anni sessanta due famiglie che vivono nel quartiere di  Weißensee, i Kupfer, proprietari di una fabbrica di mobili, e gli Hausmann (sostenitori del governo i primi e dissidenti e nel mirino della Stasi, la polizia segreta della DDR, i secondi) sono in contrapposizione tra loro per le differenti vedute politiche. A dispetto dei contrasti, tuttavia, due membri delle due famiglie, Martin Kupfer e Julia Hausmann, come dei moderni Giulietta e Romeo, si innamorano l'uno dell'altra.

## Episodi
| Stagione         | Episodi | Prima TV Germania | Prima TV Italia |
| ---------------- | ------- | ----------------- | --------------- |
| Prima stagione   | 6       | 2010              | inedita         |
| Seconda stagione | 6       | 2013              | inedita         |
| Terza stagione   | 6       | 2015              | inedita         |
| Quarta stagione  | 6       | 2018              | inedita         |

## Personaggi e interpreti
- Martin Kupfer, interpretato da Florian Lukas (s. 1-4)
- Julia Hausmann, interpretata da Hannah Herzsprung (s. 1-2)
- Hans Kupfer, interpretato da Uwe Kokisch (s. 1-4)
- Marlene Kupfer, interpretata da Ruth Reinecke (s. 1-4). È la capofamiglia.[7]
- Falk Kupfer, interpretato da Jörg Hartmann (s. 1-4). Ex-alto ufficiale della Stasi, è costretto su una sedia a rotelle dopo essere stato ferito a colpi di pistola da Dunja Hartmann.[8]
- Roman Kupfer, interpretato da Jonas Hämmerle (s. 1) e da Ferdinand Lehmann (s. 2-4). È il figlio di Falk [9]
- Vera Kupfer, interpretata da Anna Loos (s. 1-4)
- Uwe Geifel, interpretato da Sven Lehmann (s. 1-4)
- Heinz Peter Goerlitz, interpretato da Stephan Grossmann (s. 1-4)
- Günther Gaucke, interpretato da Hansjürgen Hürrig (s. 1-4). È l'ex-capo di Hans e Falk Kupfer nella Stasi.[10]
- Bernd Krohnak, interpretato da Florian Stetter. Trentenne, è un ex-collaboratore di Falk Kupfer nella Stasi.[11]
- Katja Wiese, interpretata da Lisa Wagner (s. 3-4). È una giornalista che, occupandosi di questioni politiche e sociali, mette a repentaglio la propria vita.[12]
- Dunja Hausmann, interpretata da Katrin Sass (s. 1-3)
- Nicole Henning, interpretata da Claudia Mehnert (s. 2-4)
- Heinz Koweitz, interpretato da Günter Junghans (s 1-2)
- Robert Wolff, interpretato da Ronald Zehrfeld (s. 2-3)
- Thomas Henning, interpretato da Max Hegewald (s. 2-3)
- Petra Zeiler, interpretata da Jördis Triebel (s. 4). È una psicoterapeuta che si innamora di un membro della famiglia Kupfer, suo paziente.[13]

## Ascolti
L'ultima stagione della serie fu seguita mediamente da 3,58 milioni di telespettatori.

## Premi e nomination (lista parziale)
- Deutscher Fernsehpreis:
  - 2010: Candidatura come miglior serie televisiva
- DSP Award:
  - 2014: Miglior cast di una serie televisiva
- Goldene Kamera:
  - 2016: Candidatura come miglior miniserie

### Annotazioni
1. ↑  ovvero: "Weissensee - Una storia d'amore berlinese"

### Fonti
1. 1 2 3 4 5 6  (DE) Weissensee, su wunschliste.de, Wunschliste. URL consultato il 1º dicembre 2023.
2. 1 2  (DE) Weissensee - Cast & Crew, su fernsehserien.de. URL consultato il 1º dicembre 2023.
3. ↑  (DE) Weissensee - Die Darsteller und ihre Rollen, su daserste.de, Das Erste. URL consultato il 1º dicembre 2023.
4. 1 2 3 4 5  (DE) Weissensee - Infos zur TV-Serie, su fernsehserien.de. URL consultato il 1º dicembre 2023.
5. 1 2 3 4 5 6 7  (DE) Weissensee - Episoden, su wunschliste.de, Wunschliste. URL consultato il 1º dicembre 2023.
6. 1 2 3 4 5 6 7 8 9 10 11 12  (DE) Weissensee - Episoden, su fernsehserien.de. URL consultato il 1º dicembre 2023.
7. ↑  (DE) Weissensee - Ruth Reinecke als Marlene Kupfer, su daserste.de, Das Erste. URL consultato il 1º dicembre 2023.
8. ↑  (DE) Weissensee - Jörg Hartmann als Falk Kupfer, su daserste.de, Das Erste. URL consultato il 1º dicembre 2023.
9. ↑  (DE) Weissensee - Ferdinand Lehmann als Roman Kupfer, su daserste.de, Das Erste. URL consultato il 1º dicembre 2023.
10. ↑  (DE) Weissensee - Hansjürgen Hürrig als Generalleutnant a. D. Günther Gaucke, su daserste.de, Das Erste. URL consultato il 1º dicembre 2023.
11. ↑  (DE) Weissensee - Florian Stetter als Bernd Krohnak, su daserste.de, Das Erste. URL consultato il 1º dicembre 2023.
12. ↑  (DE) Weissensee - Lisa Wagner als Katja Wiese, su daserste.de, Das Erste. URL consultato il 1º dicembre 2023.
13. ↑  (DE) Weissensee - Jördis Triebel als Petra Zeiler, su daserste.de, Das Erste. URL consultato il 1º dicembre 2023.
14. ↑  (DE) Erfolgreiches Ende der IV. Staffel "Weissensee", in Das Erste. URL consultato il 1º dicembre 2023.